# 山井基清
山井 基清（やまのい もときよ、1885年8月29日 - 1970年12月8日）は、日本の雅楽師、ヴァイオリニスト、ヴィオリスト、作曲家、音楽教師。

## 経歴
山井基万（もとかず）の三男として生まれる。1898年より宮内省式部職雅楽部楽生となり、式部職雇音楽教師ヴィルヘルム・ドゥブラヴチッチ（1901年に来日）、安藤幸、アウグスト・ユンケルにヴァイオリンを師事する。楽生として左舞、笛、箏、ヴァイオリン、ヴィオラを担当した。1908年に東京音楽学校器楽科を卒業し、同年に式部職楽部楽手、1909年に楽師となる。1922年に長男の山井清雄（すみお）が生まれる。1922年に芝忠重とともにドイツに留学して1924年に帰国。1934年から1936年まで式部職楽部楽長を務めた。1937年に新設された相愛女子専門学校音楽科で教授となり、1939年から1941年まで同校音楽科長を務めた。ヴァイオリンの教え子に福田宗吉、波多野鑅次郎、遠山芳蔵、多忠紀、内田元、須賀田礒太郎がいる。墓所は雑司ヶ谷霊園。

## 作曲
- 平調のメヌエット（石田一松 詞）
- 夜多羅
- 加利夜須

## 著作
- 詳解左舞譜（多久毎・山井基清 編纂、宮内省式部職楽部、1938年）
- 風俗訳譜（岩波書店、1961年）
- 催馬楽訳譜（岩波書店、1966年）
- 鳳笙手移口伝書
- 撃物総譜
- 舞楽吹要訣
- 風俗の音階
- 神楽歌の旋律と和琴との喰いちがい
- 雅楽に於ける呂律の旋法